# Cèl·lula mare adulta
Les cèl·lules mare adultes són cèl·lules mare no diferenciades trobades entre cèl·lules diferenciades d'un teixit específic, normalment multipotents. Actualment ja són emprades en els tractaments per un centenar de malalties i condicions. També són anomenades cèl·lules mares somàtiques, ja que no cal que provinguin de cèl·lules d'adults sinó que també es troben en la mainada.